# Heggodu, Sagar
Heggodu là một làng thuộc tehsil Sagar, huyện Shimoga, bang Karnataka, Ấn Độ.